# Hysterocrates
Genre
Hysterocrates est un genre d'araignées mygalomorphes de la famille des Theraphosidae.

## Distribution
Les espèces de ce genre se rencontrent en Afrique équatoriale et en Afrique de l'Ouest.

## Liste des espèces
Selon World Spider Catalog (version 21.0, 05/04/2020) :
- Hysterocrates apostolicus Pocock, 1900
- Hysterocrates celerierae (Smith, 1990)
- Hysterocrates crassipes Pocock, 1897
- Hysterocrates didymus Pocock, 1900
- Hysterocrates ederi Charpentier, 1995
- Hysterocrates efuliensis (Smith, 1990)
- Hysterocrates elephantiasis (Berland, 1917)
- Hysterocrates gigas Pocock, 1897
- Hysterocrates greeffi (Karsch, 1884)
- Hysterocrates greshoffi (Simon, 1891)
- Hysterocrates hercules Pocock, 1900
- Hysterocrates laticeps Pocock, 1897
- Hysterocrates maximus Strand, 1906
- Hysterocrates ochraceus Strand, 1907
- Hysterocrates robustus Pocock, 1900
- Hysterocrates scepticus Pocock, 1900
- Hysterocrates sjostedti (Thorell, 1899)
- Hysterocrates weileri Strand, 1906

## Publication originale
- Simon, 1892 : Histoire naturelle des araignées. Paris, vol. 1, p. 1-256 (texte intégral).